# IQ (рэпер)
Олег Веров (23 июня 1987 года, Москва), более известный под сценическим псевдонимом Олег АЙКЬЮ (в прошлом IQ) — российский рэп-исполнитель, саунд-продюсер и блогер.

## Биография
Олег Веров родился в Москве в районе Отрадное. Начал заниматься рэпом с конца 1990-х. Первый трек был записан в 1998 году. В 2001 году, вместе с Leo Dee, основал группу «Белые Тени». Все записи музыканты делали самостоятельно, распространяли их на кассетах и дисках. В 2003 году вышел альбом «Белые Тени», однако в дальнейшем коллектив распался.
В 2004 году IQ начал сотрудничество с лейблом «Лев Прав Звук». В середине 2000-х рэпер множество раз выступал в различных городах России, принимал участие в фестивале «Эммаус», был на одной сцене с такими иностранными исполнителями как: Method Man, Ghostface Killah, Ice Cube и другими. 2009 год оказался наиболее плодотворным в творчестве Олега: было выпущено два альбома («Левправхоп» и «Самый Магический Флоу» вместе с YG), а в апреле рэпер стал участником телешоу «Битва за респект 2», которая транслировалось на телеканале Муз-ТВ. На этом шоу IQ уступил в отборочном раунде петербуржцу Каже Обойма, вышедшему в 1/4 финала с перевесом в 3 голоса.
С 2010 года IQ начал работу над сольным альбомом «O-Street». По замыслу рэпера на ней должен быть «только классический качающий хип-хоп». Вскоре появились первые видеоклипы на синглы с альбома: «O-Street», «Сознание» и «Секрет». В 2011-12 годах артист появлялся на разных концертах: на фестивале M.I.R., в московских клубах Izvestia Hall и 16 тонн, в Гамбурге на Hip Hop Academy. Параллельно IQ занимался дебютным сольником. Разнообразить звучание альбома был приглашён DJ N-Tone, также записывались совместные треки с приглашенными исполнителями.
В итоге «O-Street» вышел 28 мая 2013 года. В него было включено 19 треков, работа над альбомом длилась в течение 3 лет. Диск офомлен в виде цветного десятистраничного комикса от Cap Art’a. В поддержку были сняты клипы: «Школа» и «Outro». В числе гостей на пластике оказались Fuze, Марат, Панда, Check, BMB, Витёк, Короб и бывший напарник по группе Leo Dee.
В 2015 году IQ стал участником телевизионного рэп-соревнования Beats & Vibes, который транслировался в период с 1 декабря 2015 года по 12 января 2016 года на канале MTV Россия, где музыкант дошёл по полуфинала. Песни «Лицо на плакате», «Нормальный Пацан» и «Игры», которые были написаны для шоу, чуть позже IQ выпустил на EP «Четыре стороны». В 2016 году IQ сменил псевдоним на АЙКЬЮ, и во многом изменил музыкальный стиль. Рэпер начал писать мелодичные песни, в которых стал больше петь. В том же году начал работу над новым альбомом «Антагонист». По словам артиста, в процессе создания альбома некоторые песни отсеивались. Так вышли отдельными синглами треки «Шёлк», «Занавес» (совместно с ST) и «Волшебная Ночь».
В 2017 году АЙКЬЮ стал сотрудничать с лейблом «Istoria Music», который был основан рэпером ST. Возобновились выступления на крупных фестивалях, таких как «Большой Рэп» и «Winter Games» в Лужниках. 26 мая 2017 года вышел альбом под названием «Антагонист». В него было включено 11 треков, а в работе над альбомом принимали участие живые музыканты, а также известные битмейкеры, такие как Роман Bestseller, 4EU3, Primestars и другие. Впервые в композициях АЙКЬЮ начал звучать женский вокал и бэк-вокал, в исполнении певицы Патриции Диалло. В поддержку альбома были сняты новые клипы: «Пулей» и «Двигай Дальше».
Песня АЙКЬЮ «Вырос и стал рэпером» стала одним из первых «челленджей» в приложении Musical.ly (в будущем TikTok) и завоевала огромную популярность в этой соц.сети.
В том же году появилась композиция «Не Видим Их» вместе с ST и Nasled & Lars, которая попала в ротацию радиостанций DFM, Хит FM, Like Fm. Клип на эту песню встал в ротацию музыкальных телеканалов Муз-ТВ, Russian Music Box, ТНТ MUSIC, «Музыка Первого», RU.TV и попал в различные чарты и топы. После успеха песни «Не видим их» звучание дальнейших синглов стало более «мейнстримовым» и ориентированным на широкую аудиторию.
Олег побывал с сольными выступлениями в различных городах — Санкт-Петербург, Челябинск, Казань, Тарханкут, Севастополь, Алматы. Выступал на «Snow Party» в СК Олимпийский вместе с ST. В 2018 году выступил на фестивале FIFA Fan Fest в Москве и Сочи. Появился на различных ТВ-шоу — GameShow TV, 100 к 1, Вечерний Лайк, Партийная Зона. И на радиостанциях — Megapolis FM, Energy, Авто Радио.

## Интересные факты
- По словам рэпера, он всегда ответственно подходит к любым выступлениям, даже если оно бесплатное и нет полного зала[5].
- Отличительной чертой многих его видеоклипов являются эффекты с глазами рэпера, которые изменяются в определенные моменты съемки[6].
- В 2003 написал гимн родного района Отрадное[7].
- Исполнял на концертах каверы на песни Bob Marley и Linkin Park.

## Дискография

### В составе группы «Белые тени»
- 2003 — Белые тени

### Студийные альбомы
- 2013 — O-STREET
- 2016 — Четыре Стороны EP
- 2017 — Антагонист
- 2021 — Другой EP

### Совместные альбомы
- 2009 — Левправхоп (совместно с артистами лейбла ЛевПравЗвук)
- 2009 — Самый Магический Флоу (совместно с «YG»)

### Синглы
- 2011 — O-Street
- 2011 — Секрет
- 2013 — Impact (совместно с Sadat X, Leo Dee)
- 2016 — Шёлк
- 2016 — Эверест
- 2016 — Занавес (совместно с ST)
- 2017 — Волшебная Ночь
- 2017 — Вырос и Стал Рэпером
- 2017 — Не Видим Их (совместно с ST, Nasled & Lars)
- 2017 — Твоё Имя (совместно с Nasled & Lars)

## Видеография
- 2008 — «Самый Магический Флоу»
- 2009 — «Выбирай Сам»
- 2011 — «O-Street»
- 2011 — «Сознание»
- 2011 — «Секрет»
- 2013 — «Школа»
- 2013 — «Outro»
- 2013 — «Impact» ft. Sadat X (Brand Nubian), Leo Dee
- 2015 — «Центрифуга» ft. Check, Miko
- 2017 — «Пулей»
- 2017 — «Двигай дальше» ft. ST
- 2017 — «Не видим их» ft. ST, Nasled & Lars
- 2019 — «Капли» ft. Джей Мар
- 2019 — «На Эмоциях»
- 2020 — «Ягоды»
- 2020 — «Пиранья»